# Night Visions
| 전문가 평가          | 전문가 평가 |
| 총 점수              | 총 점수     |
| 출처                 | 점수        |
| -------------------- | ----------- |
| 메타크리틱           | 53/100      |
| 평가 점수            |             |
| 출처                 | 점수        |
| AbsolutePunk         | 84%         |
| AllMusic             | [ 7 ]       |
| Consequence of Sound | [ 8 ]       |
| CraveOnline          | 8/10        |
| Las Vegas Weekly     | [ 10 ]      |
| Melodic              | [ 11 ]      |
| musicOMH             | [ 12 ]      |
| Q                    | [ 13 ]      |
| Sputnikmusic         | 2.5/5       |
| USA Today            | [ 15 ]      |

《Night Visions》는 미국의 록 밴드 이매진 드래곤스의 데뷔 스튜디오 음반이다. 2012년 9월 4일, 키디나코너와 인터스코프 레코드를 통해 발매되었다. 이 연장 트랙은 2013년 2월 12일 발매되었으며, 3곡을 더 추가하였으며, 영국 음반 발매는 2013년 3월 26일이었다. 2010년에서 2012년 사이에 녹음된 이 음반은 주로 밴드 자체에서 프로듀싱되었으며, 영국의 힙합 프로듀서 알렉스 다 키드와 미국의 인디 록 그룹 엔비 코어스의 브랜든 다너도 프로듀싱하였고, 조 라포르타가 마스터했다. 프런트맨 댄 레이놀즈에 따르면, 이 음반은 3년이 걸렸고, 이 음반의 트랙 중 6개는 이전에 여러 개의 EP로 발매되었다. 음악적으로 《Night Visions》은 포크, 힙합, 팝의 영향을 보여준다.
그 음반은 발매되자마자 음악 비평가들로부터 일반적으로 엇갈린 평을 받았다. 그러나 이 음반은 미국 빌보드 200에서 2위로 데뷔하여, 이후 더블 플래티넘 인증을 받은 첫 주 동안 8만 3천 장 이상이 팔렸다. 또한 《빌보드》 얼터너티브 음반과 록 음반 차트의 정상과 호주, 오스트리아, 캐나다, 독일, 아일랜드, 멕시코, 네덜란드, 뉴질랜드, 노르웨이, 포르투갈, 스웨덴, 스위스, 영국의 상위 10개 음반에서도 정점을 찍었다. 《Night Visions》는 2012년, 2013년, 2014년 빌보드 200 톱 10에 등장했다. 이 음반은 미국에서 2013년 네 번째로 많이 팔린 음반이 되었다. 올해의 주노상(2014년)에 후보로 올랐고, 톱 록 음반 (2014년)으로 빌보드 뮤직 어워드 받았다.

## 곡 목록
모든 곡들은 특별한 언급이 없는 한 이매진 드래곤스에 의해 작사/작곡과 프로듀싱을 하였다.
| #   | 제목                            | 작사·작곡                                                      | 프로듀서                      | 재생 시간 |
| --- | ------------------------------- | -------------------------------------------------------------- | ----------------------------- | --------- |
| 1.  | 〈Radioactive〉                 | 이매진 드래곤스, 알렉산더 그랜트, 조시 모서                    | 그랜트                        | 3:06      |
| 2.  | 〈Tiptoe〉                      | 댄 레이놀즈, 웨인 서몬, 벤 맥키, 브리트니 톨먼, 앤드류 톨먼    |                               | 3:14      |
| 3.  | 〈It's Time〉                   |                                                                | 이매진 드래곤스, 브랜든 다너  | 4:00      |
| 4.  | 〈Demons〉                      | 이매진 드래곤스, 그랜트, 모서                                  | 그랜트                        | 2:57      |
| 5.  | 〈On Top of the World〉         | 이매진 드래곤스, 그랜트                                        | 이매진 드래곤스, 그랜트       | 3:12      |
| 6.  | 〈Amsterdam〉                   |                                                                | 이매진 드래곤스, 그랜트, 다너 | 4:01      |
| 7.  | 〈Hear Me〉                     | 레이놀즈, 서몬, 맥키, 브리트니 톨먼, 앤드류 톨먼               |                               | 3:55      |
| 8.  | 〈Every Night〉                 |                                                                |                               | 3:37      |
| 9.  | 〈Bleeding Out〉                | 이매진 드래곤스, 그랜트, 다너, 데본 로어스, 잭 리드, 제이 파우 | 그랜트                        | 3:43      |
| 10. | 〈Underdog〉                    |                                                                |                               | 3:30      |
| 11. | 〈Nothing Left to Say / Rocks〉 |                                                                |                               | 9:01      |

## 인증
| 국가                                                                                         | 인증        | 판매량/출하량 |
| -------------------------------------------------------------------------------------------- | ----------- | ------------- |
| 오스트레일리아 (ARIA)                                                                        | 플래티넘    | 70,000^       |
| 오스트리아 (IFPI 오스트리아)                                                                 | 2× 플래티넘 | 30,000*       |
| 브라질 (Pro-Música Brasil)                                                                   | 골드        | 20,000*       |
| 캐나다 (뮤직 캐나다)                                                                         | 7× 플래티넘 | 560,000       |
| 덴마크 (IFPI Danmark)                                                                        | 플래티넘    | 20,000        |
| 프랑스 (SNEP)                                                                                | 플래티넘    | 100,000*      |
| 독일 (BVMI)                                                                                  | 3× 골드     | 300,000       |
| 이탈리아 (FIMI)                                                                              | 플래티넘    | 50,000*       |
| 멕시코 (AMPROFON)                                                                            | 2× 플래티넘 | 120,000^      |
| 네덜란드 (NVPI)                                                                              | 플래티넘    | 50,000^       |
| 뉴질랜드 (RMNZ)                                                                              | 골드        | 7,500^        |
| 폴란드 (ZPAV)                                                                                | 플래티넘    | 20,000*       |
| 스페인 (PROMUSICAE)                                                                          | 골드        | 20,000^       |
| 스웨덴 (GLF)                                                                                 | 2× 플래티넘 | 80,000        |
| 스위스 (IFPI 스위스)                                                                         | 플래티넘    | 20,000^       |
| 영국 (BPI)                                                                                   | 2× 플래티넘 | 600,000       |
| 미국 (RIAA)                                                                                  | 2× 플래티넘 | 2,500,000     |
| *판매량을 기반으로 한 인증 · ^출하량을 기반으로 한 인증 · 판매량+스트리밍을 기반으로 한 인증 |             |               |